# Літчфілд-Парк
Літчфілд-Парк (англ. Litchfield Park) — місто (англ. city) в США, в окрузі Марікопа штату Аризона. Населення — 6847 осіб (2020).

## Географія

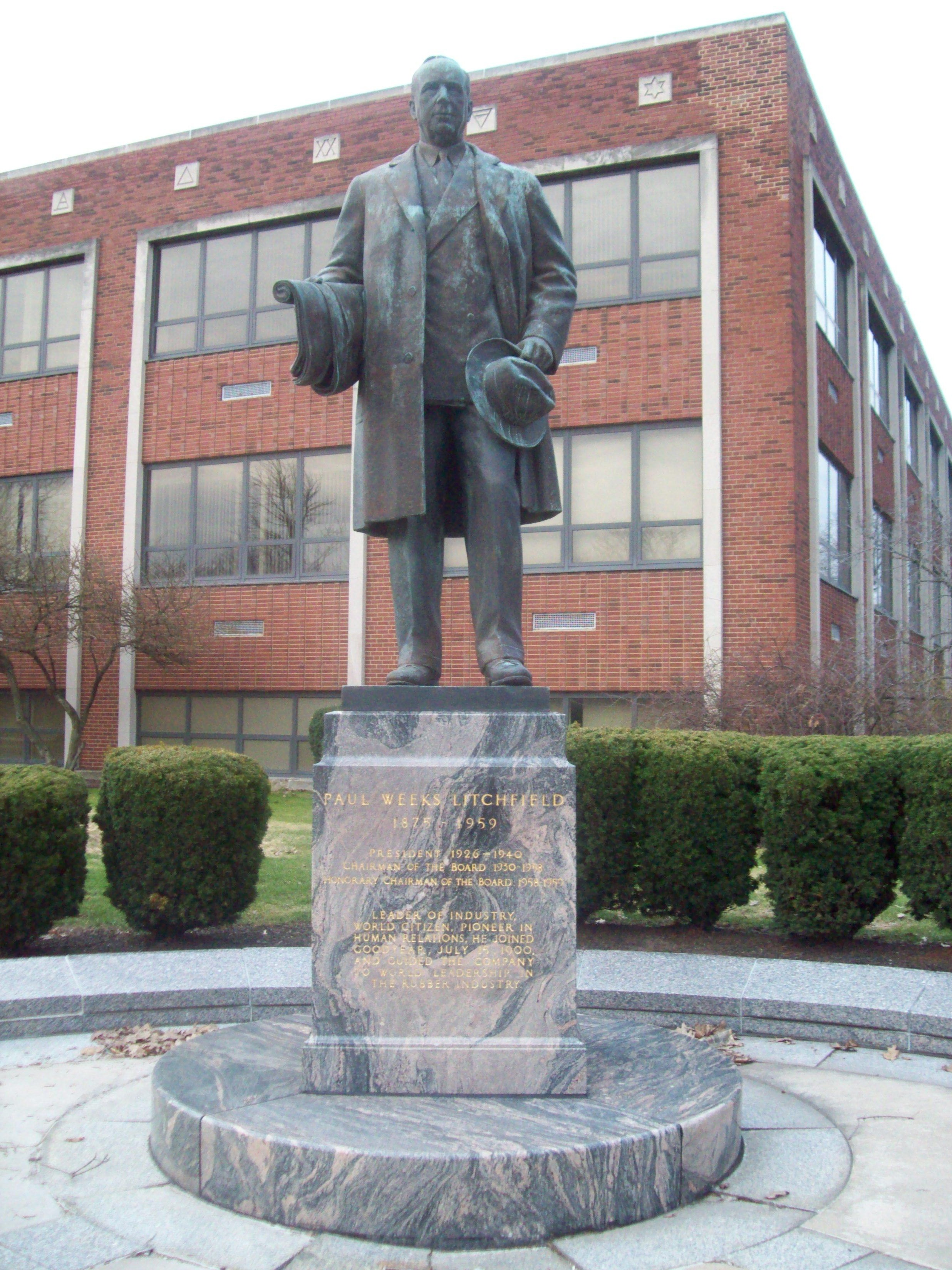
Пам'ятник Полю Літчфілду в Акроні

Літчфілд-Парк розташований за координатами 33°30′6″ пн. ш. 112°21′34″ зх. д. / 33.50167° пн. ш. 112.35944° зх. д. (33.501761, -112.359470). За даними Бюро перепису населення США у 2010 році місто мало площу 8,66 км², з яких 8,58 км² — суходіл та 0,08 км² — водойми.

## Історія
Літчфілд-Парк розташований за 16 км на захід від столиці штату Фінікса.
Поселення, яке згодом стало Літчфілд-Парком виникло на початку 1910 року. У 1916 р. фірма «Goodyear Tire and Rubber Company» з Акрона, штат Огайо послала Поля Літчфілда, згодом молодшого партнера компанії, щоб купити величезну ділянку землі в цьому районі — у загальному підсумку 16 000 акрів. Мета полягала в тому, щоб вирощувати тут єгипетську довговолокнисту бавовну для використання у виробництві автомобільних пневматичних і вантажних шин. Через Першу світову війну, компанія «Goodyear» вже не могла отримувати бавовну з-за кордону.
Поль Літчфілд полюбив цю область, і зробив Літчфілд-Парк штаб-квартирою компанії «Southwest Cotton Company», яка вирощувала бавовну на тисячах акрів в регіоні. У 1920 — Поль і Флоренс Літчфілди побудували свою красиву будівлю, відому як «Rancho La Loma», на пагорбі з видом на місто. Місто було офіційно назване Літчфілд-Парк в 1926 році.
Літчфілд-Парк був зареєстрований як місто в 1987 році.

## Демографія
Згідно з переписом 2010 року, у місті мешкало 5476 осіб у 2263 домогосподарствах у складі 1585 родин. Густота населення становила 633 особи/км². Було 2716 помешкань (314/км²).
Расовий склад населення:
| - 82,9 % — білих - 4,1 % — азіатів - 3,5 % — чорних або афроамериканців - 1,0 % — корінних американців - 5,8 % — осіб інших рас |

До двох чи більше рас належало 2,8 %. Частка іспаномовних становила 15,4 % від усіх жителів.
За віковим діапазоном населення розподілялося таким чином: 22,0 % — особи молодші 18 років, 56,8 % — особи у віці 18—64 років, 21,2 % — особи у віці 65 років та старші. Медіана віку мешканця становила 44,2 року. На 100 осіб жіночої статі у місті припадало 89,8 чоловіків; на 100 жінок у віці від 18 років та старших — 88,4 чоловіків також старших 18 років.
Середній дохід на одне домашнє господарство становив 102 614 долари США (медіана — 84 191), а середній дохід на одну сім'ю — 122 813 долари (медіана — 94 167). Медіана доходів становила 61 917 доларів для чоловіків та 48 373 долари для жінок. За межею бідності перебувало 5,1 % осіб, у тому числі 3,7 % дітей у віці до 18 років та 10,9 % осіб у віці 65 років та старших.
Цивільне працевлаштоване населення становило 2405 осіб. Основні галузі зайнятості: освіта, охорона здоров'я та соціальна допомога — 28,6 %, мистецтво, розваги та відпочинок — 10,9 %, науковці, спеціалісти, менеджери — 10,4 %.